# Olivier Peres
Pour les articles homonymes, voir Peres.
Olivier Peres est un footballeur français né le 14 août 1969 à Niort. Il évoluait au poste d'attaquant.

## Biographie

### Carrière de joueur
Originaire des Deux-Sèvres, il intègre le centre de formation du Stade Lavallois en 1984 sous contrat aspirant.
En avril 1986, alors qu'il n'a que 16 ans, Michel Le Milinaire lui ouvre les portes de l'équipe première. Il lui permet de disputer son premier match en Division 1 en le faisant entrer en jeu à la mi-temps du dernier match de la saison, à Auxerre. De ce match, le jeune milieu offensif garde un souvenir marquant, mais affirme qu'il a été « plutôt impressionné par le cou de Basile Boli que par l'environnement autour ».
En octobre 1987, alors qu'il compte déjà deux apparitions en Division 1, il fait partie de l'équipe de France juniors A1, aux côtés de Patrice Loko, Laurent Guyot et Franck Gava.
Il effectue la majeure partie de sa carrière de footballeur au Stade lavallois, club avec lequel il dispute 5 matchs en Division 1 et 136 matchs en Division 2, ainsi qu'une demi-finale de Coupe de France face au PSG en 1993.

### Reconversion
Il termine sa carrière à Poitiers et Châtellerault en National et CFA. Il entame ensuite sa reconversion et passe différents diplômes d’entraîneur (BE1, BE2, DEF).
En 2018, après une vingtaine d'années comme entraîneur de plusieurs clubs mayennais de niveau régional, il prend les rênes des sections sportives du lycée Ambroise Paré de Laval, prenant la succession de Bernard Mottais qui a dirigé la section garçons pendant plus de trente ans. Obtenant un poste plus étendu que son prédécesseur, il coordonne les sections garçons, féminines, futsal et arbitrage, et, sur le terrain, entraîne la section garçons.
Titulaire depuis 2004 du master STAPS spécialisé en marketing et management des structures sportives professionnelles de l'Université de Rouen, il est responsable territorial jeunesse et sports à mairie de Forcé depuis 2005 et formateur en management à l'ESUP Laval, à l'ESG Rennes, ainsi qu'à l'antenne lavalloise de l'ENSAM ParisTech depuis 2008.